# Defiance (Ohio)
Defiance er en amerikansk by og administrativt centrum i det amerikanske county Defiance County, i staten Ohio. I 2000 havde byen et indbyggertal på 16.465.

## Ekstern henvisning
- Defiances hjemmeside Arkiveret 21. oktober 2020 hos  Wayback Machine (engelsk)

41°16′55″N 84°21′46″V / 41.2819°N 84.3628°V